# Straßenbahn Kleve
Die Straßenbahn Kleve war eine normalspurige elektrische Straßenbahn in der niederrheinischen Stadt Kleve (bis 1935 Cleve). Die 1911 eröffnete Bahn verband Kleve mit den umliegenden Gemeinden. Von der ehemaligen Residenzstadt führten Strecken nach Bedburg-Hau und Materborn, nach Wyler an der niederländischen Grenze mit Anschluss zur Straßenbahn Nijmegen sowie über Kellen zum Rhein bei Emmerich. Dort bestand über eine Fähre Anschluss zur Kleinbahn Wesel–Rees–Emmerich. Betreiber der Straßenbahn sowie der Fähre war die Klever Straßenbahn GmbH, eine Tochtergesellschaft des RWE; ab 1936 unterstand die Gesellschaft der RWE-Tochter Rheinisch-Westfälische Straßen- und Kleinbahnen (RWSK).

## Geschichte
Im Jahr 1896 kamen erstmals Pläne für eine Kleinbahn von Kleve nach Emmerich auf. Zehn Jahre später kam das Projekt erneut auf den Plan. Für die Umsetzung konnte die AEG gewonnen werden, nachdem deren Vorsitzender Walther Rathenau die Stadt Kleve besucht hatte. Drei Jahre später erklärte sich das RWE bereit, in die bestehenden Vereinbarungen anstelle der AEG einzutreten und die Bahn zu bauen. Das RWE erwarb zu dieser Zeit in den Landkreisen Geldern, Kempen, Kleve, Moers und Rees mehrere Konzessionen für den Bau von Straßenbahnen. Der Energieversorger wollte auf diesem Weg den Niederrhein an das Stromnetz anschließen und gleichzeitig eine Mindestabsatzmenge erzeugen. Am 19. Juni erteilte das Regierungspräsidium Düsseldorf dem RWE die Konzession zum Bau und Betrieb einer normalspurigen Bahn von Kleve nach Nijmegen und zum Rheindeich bei Emmerich für den Personen- und Stückgutverkehr für 60 Jahre. Das RWE gründete zur Betriebsführung die Klever Straßenbahn GmbH als Tochtergesellschaft. Das Stammkapital der Gesellschaft betrug anfangs 500.000 Mark und wurde später auf 1,5 Millionen Mark erhöht.
Der erste Abschnitt der Bahn vom Bahnhof Kleve zum Rhein wurde am 1. Oktober 1911 eröffnet. Die Strecke führte vom Bahnhofsplatz zur Emmericher Straße, wo die Staatsbahn Köln – Krefeld – Kleve – Nijmegen gekreuzt wurde. Hinter dem Bahnübergang befand sich eine Ausweiche, da die Züge die Eisenbahnstrecke nur zum Aus- und Einrücken überqueren durften; Fahrgäste mussten den Übergang zu Fuß passieren. Die Strecke führte weiter über Kellen und Warbeyen zum Rheinufer, wo Anschluss zur Dampffähre nach Emmerich bestand. Die Züge fuhren ab 6:40 Uhr halbstündlich, ab 7:40 alle 20 Minuten sowie ab 20:00 Uhr bis 22:00 Uhr stündlich.
Ein Jahr später, am 1. Dezember 1912, folgte die Eröffnung des zweiten Abschnittes in Richtung niederländische Grenze. Er führte entlang der Minoritenstraße, Kavarinerstraße und Tiergartenstraße aus Kleve hinaus und weiter zu den Ortschaften Donsbrüggen, Nütterden, Kranenburg, Frasselt und Wyler nach Beek. Dort endete die Strecke an der Grenze, wo die Fahrgäste in die in Sichtweite endende Straßenbahn nach Nijmegen umsteigen konnten. Aus militärstrategischen Gründen war die Nijmegener Straßenbahn nicht in Normalspur (1435 mm), sondern in Kapspur (1067 mm) errichtet worden. Bei Nütterden kreuzte die Bahn die Staatsbahnstrecke Kleve – Nijmegen auf einer Überführung parallel zum Bahnübergang der Landstraße. Die Strecke wurde zwischen 6:00 Uhr und 15:30 Uhr alle 40 Minuten bedient, mit einer Verstärkerfahrt zwischen 6:00 Uhr und 7:00 Uhr. Von 15:30 Uhr bis 20:00 Uhr fuhren die Züge alle 20 Minuten und weiter bis 22:00 Uhr stündlich.
Nach dem Ersten Weltkrieg wurde die Bahn durch die Innenstadt von Kleve nach Hau verlängert. Am 15. August 1920 ging der Streckenabschnitt vom Bahnhof Kleve bis Hau, Am Weißen Tor in Betrieb. Am 9. November 1920 folgte die Verlängerung bis zum Bahnhof Bedburg-Hau. Der Bau der Strecke hatte bereits 1913 begonnen, die Eröffnung verzögerte sich dann infolge des Kriegsausbruchs. Die Bedienung erfolgte durch die Emmericher Linie, die durch die Verlängerung auf eine Länge von 14,5 Kilometer kam. Inflationsbedingt musste die Gesellschaft den Betrieb ausdünnen, sodass beide Linien Anfang der 1920er-Jahre oftmals nur im Abstand von 60 oder 90 Minuten fuhren. 1927 betrug das Anlagekapital der Gesellschaft 2.245.893 Reichsmark. Die Einnahmen beliefen sich im Geschäftsjahr 1927 auf 529.265 Reichsmark, davon entfielen 87.687 Reichsmark auf den Fährbetrieb. 45 der 50 Mitarbeiter der Klever Straßenbahn Gesellschaft waren im Bahndienst tätig. 1931 führte die Gesellschaft auf der Strecke Weißes Tor – Bedburg-Hau Bahnhof Einmannwagen ein. Bereits 1913 war es der Betriebsleitung gestattet worden, auf der Beeker Strecke nur die Beiwagen mit Schaffnern zu besetzen. Die Regelung wurde später auf die übrigen Strecken ausgedehnt.
| Jahr | Tw | Bw | Strecken- länge (in km) | Wagen-km (in Tsd.) | bef. Pers. (in Tsd.) |
| ---- | -- | -- | ----------------------- | ------------------ | -------------------- |
| 1912 | 20 | 12 |                         |                    |                      |
| 1920 | 16 | 12 |                         |                    |                      |
| 1927 | 16 | 12 | 31,67                   | 456                | 0.544                |
| 1936 | 15 | 12 | 31,67                   |                    | 1.400                |
| 1951 | 11 | 05 | 29,30                   | 411                | 1.364                |
| 1959 | 09 | 05 | 29,30                   |                    | 1.850                |

Der Betrieb auf der Beeker Straße wurde mit Beginn der Operation Market Garden am 17. September 1944 eingestellt. Bis zum alliierten Rheinübergang am 23. März 1945 weiteten sich die Kampfhandlungen auf das übrige Einzugsgebiet der Bahn aus. Als erste Strecke ging der Abschnitt Bedburg-Hau Bahnhof – Oberstadt am 17. Oktober 1946 wieder in Betrieb. Da sowohl der Betriebshof in der Briener Straße als auch die Wagenhalle in Beek nicht erreichbar waren, mussten die Wagen im Freien abgestellt werden. Ab 1948 fuhren die Bahnen wieder zum Rheinufer und somit auch zum Betriebshof, ab 1949 war die Strecke über Kranenburg wieder befahrbar. Auf Grund von Grenzänderungen fiel das westliche Ende der Beeker Strecke einschließlich der Ortschaft Beek am 23. April 1949 an die Niederlande. Der Endpunkt der Bahn verlagerte sich dadurch zur vorgelegenen Haltestelle Poen in der Ortschaft Wyler. Der Streckenabschnitt wurde nach seiner Stilllegung abgebaut und die Schienen für den Aufbau einer 1,4 Kilometer langen Verbindung vom Abzweig Lindenallee durch die Hoffmannallee nach Materborn verwendet. Die eingleisige Strecke wies keine Ausweichen auf und wurde daher von Solo-Triebwagen befahren. Nach der Inbetriebnahme der Materborner Strecke bestand das Netz aus drei Linien:
| Verlauf                                                                                              | Fahrzeit | Länge   | Takt      |
| --- | -------- | ------- | --------- |
| Kleve Bahnhof – Donsbrüggen – Nütterden – Frasselt – Kranenburg – Wyler                              | 43 min   | 14,1 km | 90 min    |
| Fähre Emmerich – Warbeyen – Kellen – Kleve Bahnhof – Abzweig Lindenallee – Hau – Bedburg-Hau Bahnhof | 48 min   | 14,5 km | 60 min    |
| Kellen – Kleve Bahnhof – Abzweig Lindenallee – Materborn                                             | 23 min   | 04,8 km | 30/60 min |

Ab 1952 verkehrte zwischen Nijmegen und Kleve regelmäßig ein Omnibus. Dies führte 1955 zur Einstellung der Straßenbahn in Nijmegen und den umliegenden Ortschaften. Der Weiterbetrieb der Klever Straßenbahn wurde infolgedessen auch infrage gestellt, da neben der Konkurrenz durch den Omnibus und das Automobil auch die Strecken und Fahrzeuge dringend einer Modernisierung bedurften. Beginnend ab den 1960er-Jahren folgte daher die Umstellung der einzelnen Linien auf Busbetrieb. Den Anfang machte die Strecke über Kranenburg nach Wyler am 24. Januar 1960. Am 17. Oktober 1960 erfolgte die Umstellung der Strecke von Kellen zur Rheinfähre. Die letzte Strecken von Kellen über Kleve und nach Materborn und Bedburg-Hau folgten am 31. März 1962. Den Busbetrieb übernahmen anschließend die Kreis Moerser Verkehrs- und Versorgungsbetriebe.

## Fahrzeuge
| Nummer     | Baujahr    | Hersteller (mech.) | Hersteller (el.) | Bemerkungen |
| Triebwagen | Triebwagen | Triebwagen         | Triebwagen       | Triebwagen |
| ---------- | ---------- | ------------------ | ---------------- | --- |
| 01–10      | 1911       | Uerdingen          | AEG              | Tw 1, 3–4: 1916 nach Wahn Tw 1, 3–4; 1961/62 ausgemustert Tw 2: 1916 nach Wahn Tw 2, 1962 an Siegburg Tw 18II, 1963 ausgemustert Tw 5: 1947 mit Tw 13 für Tw 18II verwendet, 1954 ausgemustert Tw 6: 1934 ausgemustert Tw 7: 1947 in Tw 19II, 1962 ausgemustert Tw 8: Kriegsverlust Tw 9–10: 1954 ausgemustert |
| 11–20      | 1912       | Uerdingen          | AEG              | Tw 11: Kriegsverlust, Fahrgestell 1947 nach Monheim für Tw 5II Tw 12, 14–16: 1961/62 ausgemustert Tw 13: 1947 mit Tw 5 für Tw 18II verwendet, 1954 ausgemustert Tw 17: Bau- und Gerätewagen, 1962 ausgemustert Tw 18–20: Kriegsverlust, Fahrgestelle 1949 für Tw 21–23 verwendet                               |
| 11II       | 1947       | Herbrand           | AEG              | 1947 Umbau ex Bw 32, 1961 ausgemustert |
| 21–23      | 1949       | Westwaggon         | AEG              | Aufbauwagen auf Fahrgestellen der Tw 18–20, 1962 nach Duisburg Tw 21–23, ab 1966 Tw 1021–1023 Tw 21: 1967 ausgemustert Tw 22: 1980 an Lichtbund Duisburg, Ende 2000er verschrottet Tw 23: 1972 ausgemustert, 1997 an Schwerter Museumsstraßenbahn, 2002 verschrottet                                           |
| 51         | 1909       | Uerdingen          | AEG              | ATw, 1921 ex Mettmann 12, 1962 ausgemustert |
| Beiwagen   |            |                    |                  | |
| 31–42      | 1912       | Herbrand           | –                | Bw 31: 1961 ausgemustert Bw 32: 1947 Umbau in Tw 11II Bw 33, 34, 38, 40: Kriegsverlust Bw 35, 36: 1946 in Bw 32II, 33II; 1962 ausgemustert übrige 1954 ausgemustert |
| 34II–36II  | 1950       | Uerdingen          | –                | Bw 34II, 36II: 1962 an Wesel Bw 34, 36; 1966 ausgemustert Bw 35: 1962 an Duisburg Bw 664, 1966 in Bw 2664, 1970 ausgemustert |

Der Wagenpark der Klever Straßenbahn umfasste im Eröffnungsjahr zehn zweiachsige Triebwagen (Nr. 1–10) und wurde 1912 um weitere zehn baugleiche Triebwagen (Nr. 11–20) ergänzt. Für den mechanischen Teil der Triebwagen war die Waggonfabrik Uerdingen verantwortlich, die elektrische Ausrüstung lieferte die AEG. Die Fahrzeuge hatten geschlossene Einstiegsplattformen, der Wagenkasten wies je vier Seitenfenster auf. Für die Belüftung sorgte ein Laternendach. Ebenfalls 1912 erhielt der Betrieb elf weitgehend baugleiche Beiwagen (Nr. 31–42) von der Waggonfabrik Herbrand in Köln-Ehrenfeld. Während des Ersten Weltkrieges musste die Bahn vier Triebwagen an die Wahner Straßenbahn abgeben, die dort auch nach Kriegsende verblieben. Für Betriebsfahrten stand ab den 1920er-Jahren ein Arbeitstriebwagen der Kreis Mettmanner Straßenbahn zur Verfügung.
Ein Triebwagen wurde 1934 ausgemustert, weitere fünf Trieb- und vier Beiwagen verzeichnete man als Kriegsverlust. Während Tw 8 völlig zerstört war, wurden Teile der Tw 5 und 13 für den Neuaufbau als Tw 18II verwendet. Die Fahrgestelle der Tw 18–20 erhielten neue Aufbauten und die Nummern 21–23. Das Fahrgestell von Tw 11 veräußerte die Klever Straßenbahn an die Kleinbahn Langenfeld–Monheim–Hitdorf, wo es für den Aufbau von Tw 5II diente.
Aufgrund des hohen Fahrgastandranges bei Hamsterfahrten in der Nachkriegszeit mietete die Klever Straßenbahn 1947/48 je zwei Trieb- und Beiwagen von der Rheinischen Bahngesellschaft an. Die Fahrzeuge gehörten bis 1937 zum Bestand der Kreis Mettmanner Straßenbahn. 1950 wurde der Wagenpark um drei KSW-Beiwagen ergänzt.
Infolge gesunkener Transportleistungen, unter anderem durch die Einrichtung der parallel verlaufenden Buslinie Nijmegen – Kleve, konnte ein Großteil der Fahrzeuge ab 1954 ausgemustert werden. Die übrigen Wagen wurden mit der schrittweisen Stilllegung ausgemustert. Zwei KSW-Beiwagen gingen 1962 zur Kleinbahn Wesel–Rees–Emmerich, wo sie bis zu deren Einstellung 1966 verkehrten. Der verbliebene KSW-Beiwagen und drei Aufbau-Triebwagen 21–23 kamen 1962 zur Duisburger Verkehrsgesellschaft, die die Fahrzeuge nach und nach ausmusterte. Triebwagen 21 wurde ausgeschlachtet und 1967 ausgemustert. Triebwagen 22 ging 1980 an den Naturismus-Verein Lichtbund Duisburg und wurde dort als Spiel- und Aufenthaltsraum für Kinder genutzt. Im Rahmen von Umbaumaßnahmen auf dem Gelände Ende der 2000er Jahre wurde er verschrottet. Triebwagen 23 gelangte 1997 zur Schwerter Museumsstraßenbahn und wurde nach deren Konkurs 2002 verschrottet. Triebwagen 22 und 23 waren die letzten verbliebenen Fahrzeuge der Klever Straßenbahn.

## Betriebshöfe und Wagenhallen

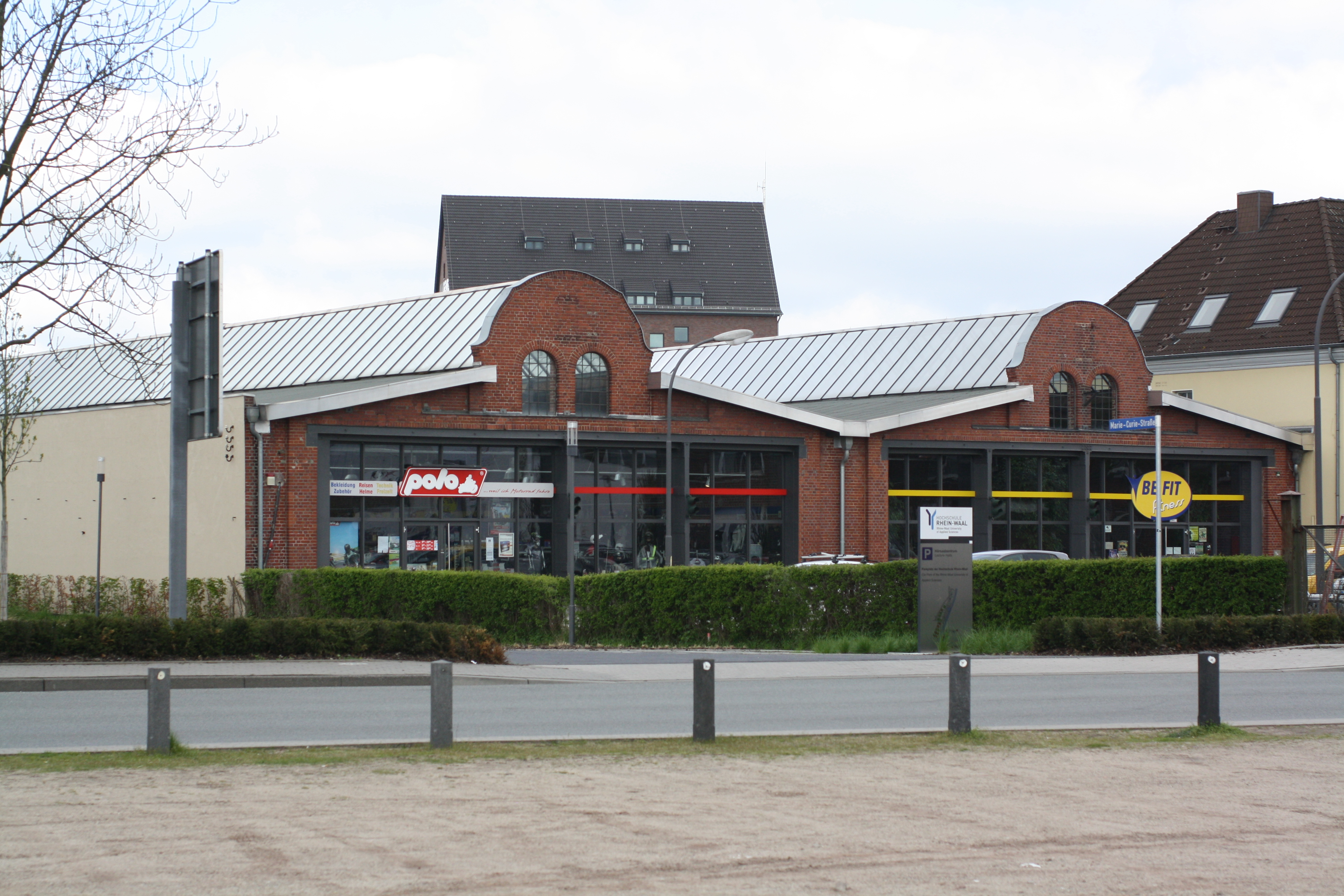
Ehemaliger Betriebshof an der Briener Straße, 2013

Der Klever Straßenbahn GmbH standen zur Unterbringung ihrer Fahrzeuge ein Betriebshof in Kleve und eine Wagenhalle in Beek zur Verfügung. Der Betriebshof befand sich in der Briener Straße und war über eine kurze Betriebsstrecke von der Emmericher Strecke zu erreichen. Das Grundstück umfasste eine Fläche von 10.913 Quadratmetern, davon waren 3.236 Quadratmeter Fläche bebaut. Die Wagenhalle umfasste zwei Stände mit je vier Gleisen. Das Gebäude blieb nach der Stilllegung der Bahn erhalten und wird unter anderen von verschiedenen Einzelhandelsketten bewirtschaftet. Seit 1998 steht die Anlage unter Denkmalschutz.
Für den langen Außenast der Beeker Strecke stand am westlichen Endpunkt eine kleine Wagenhalle. Sie war bis zur Aufgabe des Astes 1944/49 in Betrieb und diente danach als Schuppen.